# Brigitte Reimann (Journalistin)
Brigitte Reimann (* in Bad Bentheim, Niedersachsen) ist eine deutsche Journalistin, Fernsehredakteurin und Moderatorin.

## Leben
Nach ihrem Abitur in Nordhorn studierte Reimann an der Georg-August-Universität in Göttingen Germanistik, Publizistikwissenschaft und Sportwissenschaft. Es folgte ein Volontariat beim Norddeutschen Rundfunk (NDR) in Hamburg.
Ihre Karriere begann Mitte der 1980er-Jahre bei RTL plus in Luxemburg in der Nachrichtenredaktion von 7 vor 7, dem heutigen RTL aktuell. Nach dem Umzug des Senders nach Köln arbeitete sie mehrere Jahre als Redakteurin, Redaktionsleiterin Ausland, Moderatorin sowie als Korrespondentin in London.
Nach ihrer Zeit bei RTL arbeitete sie für CNN Deutschland und ab Oktober 2001 bei tv.nrw als Moderatorin des Nachrichtenformats nrw aktuell. Durch den Ausstieg der WAZ-Gruppe und der Rheinischen Post beim Sender wechselte Reimann zum Westdeutschen Rundfunk (WDR) und war zunächst Redakteurin und Moderatorin der Lokalzeit aus Aachen. Seit 2004 moderierte sie WDR aktuell aus Düsseldorf.
In dem Film Benny’s Video aus dem Jahr 1992 ist sie in Archivaufnahmen zu sehen.

## Filmografie (Auswahl)
- 1991–1993: RTL aktuell
- 1992: Benny’s Video (Archivmaterial)
- 2001: nrw aktuell
- seit 2004: WDR aktuell